# 遠藤賢司
遠藤 賢司（えんどう けんじ、1947年1月13日 - 2017年10月25日）は、茨城県ひたちなか市出身のシンガーソングライター・ミュージシャン。自称「純音楽家」。愛称は「エンケン」。
主に扱う楽器はアコースティックギター、エレクトリックギター、ブルースハープ。ほかにも、ウクレレ、ピアノ、ドラムなどの楽器を演奏する。自身のほぼ全ての楽曲の作詞、作曲も手がける。
『guts』1969年11月25日号の「ビッグ・アンケート '70フォークはどうなる?」という特集で、エイプリル・フール時代の細野晴臣が、アンケート1「あなたは1970年のフォーク・ソングがどうなると思いますか?」という質問に対して「ロックの影響を大きく受けたフォークが出てくるのではないか。遠藤賢司のやっているような、詩と曲の結合において新しいもの」と、アンケート2「あなたは1970年何をしていますか?」の質問には「彼（遠藤）の詩にベースとドラムを加えた、ニューフォークをぜひ作りたいですね」と答えている。
「純音楽」をキーワードに活動。代表曲に、「夜汽車のブルース」「満足できるかな」「カレーライス」「東京ワッショイ」「不滅の男」「夢よ叫べ」などがある。好きな食べ物はカレーライス。猫好きで、歌詞中に猫の登場する楽曲も数多い。

## 来歴と作品

### デビュー - 二十代（1970年代中期）
茨城県勝田市（現在のひたちなか市）に生まれ、県内各地を転々として育つ。茨城県立太田第一高等学校卒業後に上京。東京で浪人生活を送る中で聴いたFENから流れてくるボブ・ディランの「ライク・ア・ローリング・ストーン」に触発され、明治学院大学進学後に自身も歌とギターを始め、1960年代後半のフォークシーンで頭角を現すようになる。高田渡、南正人らと東京でアマチュアシンガーとして交流。
1968年8月、京都・山崎の宝寺で開催された「第3回フォークキャンプ」に初めて参加し、高石ともや、五つの赤い風船、加川良、ザ・フォーク・クルセダーズ、関西フォークの人々と知り合う。「君がほしい」「ほんとだよ」「外は雨だよ」を歌う。フォークキャンプがきっかけとなり、同年東京の高石音楽事務所に所属。
1969年、1970年、1971年の三度行われた中津川フォークジャンボリーに出演。この時期のライブ音源はライブコンピレーションアルバム『黎明期ライヴ』（1989年発表）などに収録されている。また、ジャックスや岡林信康のコンサートにゲスト出演するなど、日本のロック/フォークの歴史に名を残すアーティストらとの交流も、この時期からすでに始まっている。特にはっぴいえんどは、その前身であるヴァレンタイン・ブルー時代から遠藤のバックを務めている。
- 1969年、シングル「ほんとだよ/猫が眠ってる」で東芝EMI内のエキスプレスレーベル(当時)よりレコードデビュー。「ほんとだよ」の編曲は木田高介。この曲は、ケルト音楽におけるリュート的音色の生ギターと、雅楽的アプローチのフルート、クラシック的アプローチのチェロをフィーチャーして録音された曲。「猫が眠ってる」はシタールに西岡たかし、タブラに加藤和彦が参加し、さらに早川義夫が鈴を鳴らしている。
- 1970年、1stアルバム『niyago』でURCからアルバムデビュー。バックにはっぴいえんどの細野晴臣・鈴木茂・松本隆らが参加している。「ほんとだよ」「猫が眠っている、NIYAGO」はシングルとは別バージョン。「夜汽車のブルース」は晩年のライブにおいても最重要レパートリーのひとつとなっている。
- 1971年、ポリドールから2ndアルバム『満足できるかな』を発表。前作に引き続きバックを担当するのは細野晴臣、鈴木茂、松本隆である。本作収録曲の「カレーライス」がヒットした。また、本作にはこの他にもタイトル曲の「満足できるかな」をはじめ、「待ちすぎた僕はとても疲れてしまった」、「寝図美よこれが太平洋だ」、「ミルクティー」など、のちのライブでも演奏される機会の多い楽曲が多く収められている。また、NHK放映のドラマ（佐々木昭一郎演出）『さすらい』に出演し、雨の降る中、無人の日比谷野外音楽堂で「カレーライス」を歌う姿を披露している。このドラマには友川かずきも出演している。
- 1972年、「カレーライス」がシングルカットされる。10万枚のヒット[3]。これはアルバムとは別バージョンで、武川雅寛がバイオリンで参加している。同年、3rdアルバム『嘆きのウクレレ』を発表。細野晴臣、鈴木茂、林立夫、松任谷正隆、後藤次利、乱魔堂の洪栄龍、頭脳警察のトシ（石塚俊明）らが参加。ジャケット画はうらたのぶこによる。「猫と僕と君」（バックの後藤・林・松任谷は、小坂忠のバックを務めていたフォージョーハーフである）、「Hello Goodby」（バックの細野・鈴木・林は実質的にキャラメル・ママであり、この曲がキャラメル・ママとしての最初の録音ということになる）、トシがコンガで参加した「プンプンプン」、そしてベートーヴェンの第九に独自の詞をつけアコースティックギターの弾き語りでカヴァーした「歓喜の歌」（よろこびのうた）などを収録。「歓喜の歌」は2004年にBank Bandによってカバーされている。
- 1973年、ライブ・アルバム『歓喜の歌 遠藤賢司リサイタル』を発表。同年4月30日に東京の共立講堂で行われたライブを収録。このライブにはキャラメル・ママの細野晴臣・鈴木茂・松任谷正隆・林立夫をはじめ、駒澤裕城、武川雅寛、井上陽水（ギター）らが参加している。ライブタイトルにもなった「歓喜の歌」や「カレーライス」をはじめ、「待ちすぎた僕はとても疲れてしまった」、「ミルクティー」、「Hello Goodby」などを収録。
- 1974年、アルバム『KENJI』を発表。洪栄龍を中心とするシューティングスター、高中正義、深町純、ティン・パン・アレーのリズムセクションである細野晴臣と林立夫、山内哲、星勝らが参加。ジャケット画は横尾忠則による。先行シングル曲「踊ろよベイビー」などを収録。自身の宇宙観をテーマにしたコンセプト・アルバムである。ちなみに本作収録の「けんちゃんの宇宙旅行」をのちに曽我部恵一は「サイケの決定版」と評している。
- 1975年、ベスト・アルバム『Silver Star BEST OF KENJI ENDO』を発表。さらに同年CBS・ソニーに移籍し、アルバム『HARD FOLK KENJI』を発表。主にバックを務めるのは平野融と平野肇、前作に続き洪栄龍のスラッピージョーも参加。さらに、高中正義、村上秀一、土屋昌巳、斉藤ノブ、松任谷正隆、吉川忠英、矢野誠、矢野顕子など多数のミュージシャンが参加。先行シングル曲「遠い汽笛」などを収録。CBS・ソニーからのリリースは本作のみとなり、これ以後の数年間はライブ中心の活動となる。1976年、デビュー直後の太田裕美のコンサートにゲスト出演もしている。

1970年代のライヴは、春一番コンサート、ホーボーズコンサートなどの音源が多数残されている。また、他のミュージシャンのレコーディングにも参加しており、休みの国、高田渡、あがた森魚、かまやつひろしなどの作品でも、彼の演奏や歌を聴くことができる。
また、カレー好きが高じて1974年には渋谷の道玄坂にカレー店『ワルツ』を開店する。1977年、渋谷の明治通り沿いの地下に移転（1980年閉店）。ライブや映画上映会なども定期的に行う。ライスを三角錐型に盛った「ピラミッドカレー」が名物だった。また、「ラブラブカレー」はライス部分がハートの形をしたものだった。

### 三十代（1970年代後期 - 1980年代中期）
- 1979年、ベルウッド・レコードからアルバム『東京ワッショイ』を発表。主にバックを務めるのは四人囃子の佐久間正英・岡井大二・佐藤満で、さらに山内テツなども参加している。ジャケットデザインは横尾忠則。これまで一般的にはフォークシンガーとして認知されていた彼であり、「ほんとだよ」のセルフ・カヴァーも収録されているが、デビュー当初から彼が併せ持っていたパンク的な資質が本作で全面的に開花する。アナログA面は「東京サイド」、B面は「宇宙サイド」と名づけられており、「宇宙サイド」はアルバム『KENJI』（1974年発表）や次作『宇宙防衛軍』とテーマ的に関わりを持つ。本作収録の「東京ワッショイ」、「不滅の男」はアルバムに先駆けて前年（1978年）に先行シングルとしても発売されているが、どちらの楽曲もともに、これ以降のライブで重要曲として演奏され続けることになり、アンコールで演奏されることも多い。また「レイジー男だけのファンクラブ」の会長を引き受け、アイドル歌謡バンドであったレイジーのハードロック化・ヘヴィメタル化を後押しした。
- 1980年、アルバム『宇宙防衛軍』を発表。前作に引き続き四人囃子（佐久間正英・岡井大二・茂木由多加・森園勝敏）、さらに土屋昌巳らが参加。ジャケット画はスタジオぬえの宮武一貴による。前作の流れを受けつつも、本作ではSF・アニメ的な世界観が全面的に展開される。「宇宙防衛軍放送局」から流されている番組というコンセプトに沿って、SF、テクノ、パンク、演歌、ハードロック、クラシック、ムード歌謡、フォークなどの様々な音楽性を貪欲に取り入れた本作はカルト的注目を受ける。また、本作からはタイトル曲の「宇宙防衛軍」と「通好みロック」がシングルカットされている。タイトル曲の「宇宙防衛軍」は、昭和期特撮映画のテーマ曲風で、伊福部昭に捧げられた曲である。また、「哀愁の東京タワー」は前作とは全く別のアレンジで収録されている（前作ではクラフトワークばりのテクノアレンジであったが、本作ではムード歌謡路線で、平山みきとデュエットしている）。
- 1981年、ツービートのシングル「俺は絶対テクニシャン」で作曲を担当している。須藤薫、牧田和男を引き連れたライブも渋谷テイクオフセブンなどで記録されている。
- 1982年、カルト映画の極北として名高い『ヘリウッド』（長嶺高文監督）に出演。音楽も担当する。この映画は『東京ワッショイ』、『宇宙防衛軍』をモチーフに作られたもの。本作で彼が演じた「松玉斎ダンス」というキャラクターは、地球人を植物化し地球征服をたくらむ宇宙の悪漢というものであり、地球征服の鍵を握るアップル君にうんこを食べさせたり、こやしをやって地球征服の準備を着々と進めるといったものであった。また、ダンスはシルバースター一座を率いて、『宇宙防衛軍』収録曲である「通好みロック」を歌うなどしている。シルバースター一座で繰り広げられたダンス一味とビワノビッチ（尼子狂児）やナベ島神父（佐藤B作）らの死闘は本作品のハイライトである。
- 1983年、コロムビアからミニアルバム『オムライス』を発表。細野晴臣と越美晴が参加。プロデュースも細野。ジャケットデザインは安斎肇。アンビエントな趣の薄作りのテクノポップである。タイトル曲以外のボーカル曲はすべてファルセットで歌われている。

1980年代は作品のリリースは多くないものの、音盤のリリースがない時期も一貫してライヴ活動を地道に行っている。「エンケン」という呼称が定着しだしたのもこの時期と思われる。また、この時期に生み出された楽曲も数多い。

### 四十代（1980年代後期 - 1990年代初め）
地道なライブ活動を続ける中、1987年にはマーシャルアンプを背に、ひとりでエレキの轟音ライブを始め、活動は新展開を迎える。演奏時間が極端に長い長編作品が数多く生み出されたのもこのころである。そして、1988年には遠藤賢司バンド（エンケンバンド）としての活動も開始。バンド結成にあたり、彼の念頭にあったのはMC5やブルー・チアーであった。当初のメンバーは、遠藤賢司（G. Vo）、ハロルド吉見＝吉見孝司(B.)、ジキル浜田＝浜田康史(Drums)であったが、1989年にはベースに元・子供ばんど（KODOMO BAND）の湯川トーベン、ドラムに嶋田吉隆が加入し、さらに1991年にはドラムに頭脳警察の石塚俊明が加入。メンバーは、遠藤賢司（G. Vo）、湯川トーベン(B.)、石塚俊明(Drums)となる。代々木チョコレートシティなどのライブハウスを中心に活動を展開。
- 1989年、ソノシート「壱円玉よ永遠なれ!」を自主制作。同年、ポリドールからシングルCD「エンケンのミッチー音頭」を発表。遠藤賢司バンドの湯川、嶋田をはじめとして、コーラスなどに多数のゲストが参加。1983年の『オムライス』以来、久々の作品リリースとなる本作は、青山ミチの「ミッチー音頭」のカバーであった。そしてこの曲は、当時ニッポン放送で放送されていたラジオ番組「三宅裕司のヤングパラダイス」のテーマ曲になる。冒頭の歌詞を「ヤンパラ聞いてりゃ素敵な眼〜」、サビの部分を「唄って踊ってヤンパラ聞いて」に変更した別バージョンがオンエアされていた。
- 1990年、遠藤賢司バンドのライブビデオ『純音楽』を発表。 同年4月20日に渋谷のクラブクアトロで行われたライブを収録。春日博文がゲスト参加している。「輪島の瞳」などを収録。
- 1991年、インディーズレーベルのソリッドから遠藤賢司バンド名義で二枚組ライヴアルバム『不滅の男 遠藤賢司バンド大実況録音盤』を発表。1989年から1990年にかけてのライブ音源を収録。当時のメンバーは湯川、嶋田であったが、正式メンバーに加入する前の石塚もゲスト参加している。本作収録の「輪島の瞳」は、当時プロレスに転向して世間の嘲笑的注目を浴びていた元横綱輪島大士に捧げたものであり、演奏時間は25分以上にもおよぶ。また同年には、インディーズレーベルのナツメグから、遠藤賢司バンド名義でマキシシングル「史上最長寿のロックンローラー」も発表。60cm四方の超特大ジャケットで、ジャケット裏の特製双六は根本敬による。収録されている楽曲も25分を超えるものであった。アナログ盤も製作され、米国発売された。

また、『ヤマアラシとその他の変種』（1990年）、『A TRIBUTE TO GODZILLA』（1991年）、『G.S. I LOVE YOU』（1992年）といったオムニバス盤のレコーディングにも参加している。

### 四十代終盤以降（1990年代中期 - ）
1990年代以降も引き続き、精力的なライブ活動を展開し続ける。その中で若手ミュージシャンとの交流も増え、再評価の機運も高まってゆく。初期の作品のCD復刻も進む。
1996年、みうらじゅんプロデュースによるトリビュート盤『プログレマン』が発表される。フラワーカンパニーズ、曽我部恵一、小島麻由美、友部正人、ブロンソンズ（みうらじゅんと田口トモロヲによるユニット）、ホフディラン、ハイポジ、佐野史郎、遠藤ミチロウ、大槻ケンヂらが参加。

#### ミディから作品リリースを開始
- 1996年、ミディより、スタジオ録音のフルアルバムとしては16年振りとなる『夢よ叫べ』を発表。遠藤賢司バンドの湯川トーベン、石塚俊明のほか、鈴木茂、細野晴臣、星勝（タイトル曲「夢よ叫べ」のストリングスアレンジ）らが参加。ジャケット撮影場所は湯浅学邸。アコースティック弾き語り曲、バンド編成による楽曲、さらにピアノインストなどが盛り込まれた、当時の活動の集大成というべき内容である。タイトル曲の「夢よ叫べ」は2000年代のライブにおいてアンコールで歌われることがきわめて多い。「俺は勝つ」、「裸の大宇宙」（岡本太郎に捧げられている）、「おでこにキッス」（2002年に福山雅治によってカバーされている）、「ボイジャー君」（2000年に雑誌「MOE」誌上で絵本化される）、「頑張れ日本」（ブラスアレンジは梅津和時）なども収録されている。そして、本作以降は再びコンスタントに作品を発表している。ちなみに、ライブでミニアンプを背負い、エレキギターをかき鳴らしながら客席を練り歩くというライブパフォーマンスを始めたのもこの時期である。
- 1998年、アルバム『もしも君がそばにいたら何んにもいらない』を発表。おなじみ遠藤賢司バンドをはじめ、鈴木茂らが参加。女性のヌード写真が使用されたジャケットは横須賀市の猿島で撮影された。楽曲のタイプや構成は基本的には前作の延長上といえるが、前作よりもアコースティックな要素が強い。「ラーメンライスで乾杯」、「頑張れ日本」（遠藤賢司バンドによる新バージョン）などを収録。
- 1999年、レコードデビュー30周年を記念して、セルフカバーアルバム『エンケンの四畳半ロック』を発表。ジャケットデザインは安斎肇。初期（デビューから1980年代初めまで）の代表曲をアコースティック弾き語りで再録音したものである。本作収録曲の「外は雨だよ」、「ねえ踊ろうよ」、「スクリュー」は、正式にスタジオ録音されるのは、本作が初であった。
- 2000年、マキシシングル「エンヤートット〜We are 21st century boys & girls!〜」を発表。ジャケット画は水木しげる。これは演奏時間が16分以上にわたるインストゥルメンタル曲である。
- 2002年、アルバム『幾つになっても甘かあネェ!』を発表。遠藤賢司バンドはもちろんのこと、遠藤賢司バンドの元メンバーである嶋田吉隆も久々にレコーディング参加している。旧知の仲である細野晴臣も参加。ジャケット画は泉晴紀。「純音楽の道」、「男のブルース」、「幾つになっても甘かあネェ!」（PANTA、鈴木慶一、遠藤ミチロウもコーラス参加している）、「頑張れ日本」（2002年日韓共催W杯を記念して、武川雅寛のバイオリンをフィーチャーした新バージョン）、「ネコラ」（岸野雄一が擬音効果を担当、田口トモロヲがナレーションで参加している異色作）、「史上最長寿のロックンローラー」（1991年発表のものとは異なる新バージョン）などを収録。

また、1999年には、山下毅雄のトリビュート盤『山下毅雄を斬る 〜大友良英 プレイズ・ミュージック・オブ山下毅雄』にも参加。2003年には、みうらじゅん原作・田口トモロヲ監督の映画『アイデン&ティティ』に音楽で参加。
弾き語りソロや遠藤賢司バンドとしての活動に加え、さらにエンケン&カレーライス名義でも不定期ながらバンドでのライブ活動を行っている。当初、メンバーは流動的であったが、遠藤賢司（G. Vo）、元・くるりの森信行(Drums)、フラワーカンパニーズのグレートマエカワ(B.)、竹安堅一(G.)で定着した。そして、このメンバーで2003年7月27日にはフジ・ロック・フェスティバルにも出演している。

#### ベスト盤発表、ライブ映画制作
- 2004年、レコードデビュー35周年を記念して、レーベルの枠を超えた2枚組ベスト盤CD『純音楽一代 遠藤賢司厳選名曲集』を発表。
- 2005年、10月公開の『不滅の男 エンケン対日本武道館』（製作・アルタミラピクチャーズ）で映画デビュー（監督・主演）。この映画は、2005年1月24日に敢行した日本武道館での無観客ソロライブを劇場公開用映画として映像化したもの。映画公開と同時に、アルタミラ・ミュージックから同映画のサウンドトラック盤CD『不滅の男 エンケン対日本武道館』も発表。また、映画主題歌の「純音楽魂の唄」は限定生産のアナログシングル盤として発売された。公開に先立ち、2005年9月、記念イベント「エンケン祭り」がSHIBUYA-AXにて開催された。2006年、ポニーキャニオンから映画DVD『不滅の男 エンケン対日本武道館 子々孫々家宝版』を発表。
- 2006年、アルバム『にゃあ!』を発表。題字は平田弘史による。本作には、遠藤賢司バンドのほかに、エンケン&カレーライスのメンバーが「ビートルズをぶっとばせ!」でレコーディング初参加を果たしている。遠藤賢司バンドの盟友、湯川トーベンは本作でも「宇宙を叩け」などで、石塚俊明は「黄色い猿」などでそれぞれ存在感のある演奏を披露している。また、「やっぱりあなたの歌じゃなきゃ」では湯川トーベン、鈴木茂、上原ユカリ（上原裕）が参加し、ニール・ヤングへの対決意識をむき出しにした演奏をしている。「やっと君が僕のことを」ではコーラスに湯川トーベンの娘でもある湯川潮音が参加している。本作収録の「ド・素人はスッコンデロォ!」は、前年公開の映画『不滅の男 エンケン対日本武道館』においても終盤のハイライトで使用された楽曲であるが、CD初収録となる本作でも14分以上にわたって演奏されている。この楽曲で彼はギターを弾きながらドラムを演奏するという荒業に挑戦している。「死んじゃったお母さんの夢」も映画使用曲で、本作で初CD化。

#### 還暦以降（2007年 - ）
- 2007年、彼の60回目の誕生日である1月13日、還暦を記念して、ディスクユニオンの富士レーベルから、未発表音源BOX『遠藤賢司実況録音大全［第一巻］1968-1976』を発表。CD9枚+DVD1枚からなるこのBOXは、彼の自宅の押入れに保管されていた膨大な未発表音源（主にカセットテープ）より、レコードデビュー前の1968年から、1976年までのライブ、デモ、秘蔵映像などを詰め込んだ歴史的集大成といえる作品。同年6月、還暦を記念して「遠藤賢司“還暦記念”リサイタル」と題したコンサートをSHIBUYA-AXで行う。このコンサートには、細野晴臣・鈴木茂・林立夫がゲスト参加。この顔ぶれで共演するのは、1973年4月30日に行われた「遠藤賢司リサイタル」以来のことで、ライブタイトルもそれに合わせたものとなった。また同じく6月には、還暦を記念したシングル「惚れた! 惚れた!」を発表。タイトル曲を含む3曲の新曲を収録したマキシシングルである。さらに、遠藤賢司バンド、エンケン&カレーライスに続く第三のバンド「エンケン&アイラブユー」を結成。メンバーは遠藤賢司(G.Vo)、カレーライスのメンバーでもある森信行(Drums) 、曽我部恵一バンドのメンバーでもある大塚謙一郎(B.) 。秋には湯浅学著・遠藤賢司仕事室監修による公式本『遠藤賢司大百科』を刊行予定であったが、2013年5月現在、未だ刊行には至っていない。
- 2008年、CD付き絵本「ボイジャーくん」 [白泉社] 発売。 1996年発表のCDアルバム「夢よ叫べ」に収録されている楽曲「ボイジャー君」を絵本化したもの。絵は、荒井良二による。 童謡カバー集CD「にほんのうた　第二集」に「黄金虫」で参加。
- 2009年、レコードデビュー40周年という節目の年に、オリジナルアルバム『君にふにゃふにゃ』を発表。ジャケット画は荒井良二。演奏には、ティン・パン・アレー (バンド)の鈴木茂、細野晴臣、林立夫らが参加。また、口笛太郎が口笛で、江戸家まねき猫が動物ものまねで参加。
- 2010年、未発表音源BOX『遠藤賢司実況録音大全［第二巻］1977-1986』を発表。遠藤ミチロウのトリビュートCD「青鬼赤鬼」に「午前0時」で参加。
- 2012年、1月に生誕65周年を迎えるのに合わせ、オリジナルアルバム『ちゃんとやれ!えんけん!』を発表。山本恭司＆WILD FLAG、エンケンバンド、エンケン＆アイラブユーが参加。8月には、ディスクユニオンの富士レーベルから2枚組ライブ・アルバム『HYPER ENKEN! HYPER LIVE!』を発表。東日本大震災以降初めて行った2011年3月21日の渋谷・BYGでのライブから、2012年3月20日にBYGで行ったライブまでの一年間を区切りとし、その間に行った各会場での音源からの選曲である。本人のソロ演奏だけでなく、エンケン＆アイラブユー、満園兄弟（満園英二、満園庄太郎）、山本恭司、向井秀徳、andymori、アルカラが参加した楽曲も収録されている。
- 2013年、5月18日公開の映画『中学生円山』（宮藤官九郎監督）に出演。他人の脚本による映画作品に、主要キャストとして出演するのは、『ヘリウッド』（1982年）以来、31年ぶりのことである。劇中には、自身の楽曲「ド・素人はスッコンデロォ！」「おでこにキッス」を歌うシーンもある。5月29日には、ベストアルバム『エンケンロックベスト盤 1996～2012』を発表。これは、1996年にミディレコードに移籍してからの17年間のスタジオ録音盤の中から、バンドを中心に編集された企画盤である。ボーナストラックとして、映画「中学生円山」の劇中歌として新たに録音した「おでこにキッス」と「ド・素人はスッコンデロォ！」が収録されている。
- 2016年、3月初頭にがんと診断され、6月にスタッフにより闘病中であることが公表される。以降は入退院を繰り返す[1]。
- 2017年、10月25日、胃がんのため、東京都内の病院で死去[1]。70歳没。

## ディスコグラフィ
※太字の曲名はベスト・アルバム『純音楽一代 -遠藤賢司厳選名曲集-』収録曲と同一音源。▲印は別バージョンで『純音楽一代 -遠藤賢司厳選名曲集-』に収録。◎印はベスト・アルバム『エンケンロックベスト盤 1996～2012』収録曲。

### シングル
| 発売日                 | 面                     | タイトル                                                            | 規格                   | 規格品番               |
| 東芝レコード / Express | 東芝レコード / Express | 東芝レコード / Express                                              | 東芝レコード / Express | 東芝レコード / Express |
| ---------------------- | ---------------------- | ------------------------------------------------------------------- | ---------------------- | ---------------------- |
| 1969年2月1日           | A                      | ほんとだよ▲                                                         | EP                     | EP-1133                |
| 1969年2月1日           | B                      | 猫が眠ってる▲                                                       | EP                     | EP-1133                |
| 1970年6月5日           | A                      | 夜汽車のブルース                                                    | EP                     | EP-1237                |
| 1970年6月5日           | B                      | 君がほしい                                                          | EP                     | EP-1237                |
| ポリドール・レコード   |                        |                                                                     |                        |                        |
| 1972年2月1日           | A                      | カレーライス▲                                                       | EP                     | DR-1662                |
| 1972年2月1日           | B                      | 満足できるかな▲                                                     | EP                     | DR-1662                |
| 1974年5月1日           | A                      | 踊ろよベイビー                                                      | EP                     | DR-1849                |
| 1974年5月1日           | B                      | 君のいない日                                                        | EP                     | DR-1849                |
| CBS・ソニー            |                        |                                                                     |                        |                        |
| 1975年9月21日          | A                      | 遠い汽笛                                                            | EP                     | SOLB-316－KE           |
| 1975年9月21日          | B                      | グッド・モーニング・MR.サンシャイン                                 | EP                     | SOLB-316－KE           |
| キングレコード         |                        |                                                                     |                        |                        |
| 1978年11月21日         | A                      | 東京ワッショイ                                                      | EP                     | GK-8065                |
| 2017年8月9日           | B                      | 不滅の男                                                            | EP                     | FJEP1005               |
| 1979年6月5日           | A                      | 続東京ワッショイ                                                    | EP                     | GK-8077                |
| 2017年8月9日           | B                      | 哀愁の東京タワー▲                                                   | EP                     | FJEP1006               |
| 1980年5月              | A                      | 宇宙防衛軍                                                          | EP                     | GK-8103                |
| 1980年5月              | B                      | 通好みロック                                                        | EP                     | GK-8103                |
| 日本コロムビア         |                        |                                                                     |                        |                        |
| 1983年                 | A                      | オムライス                                                          | EP                     | TD-1091                |
| 1983年                 | B                      | 寒い朝                                                              | EP                     | TD-1091                |
| 1989年7月              | A                      | 壱円玉よ永遠なれ!                                                   | EP                     | HOHO-89723             |
| ポリドール・レコード   |                        |                                                                     |                        |                        |
| 1989年11月25日         | A                      | エンケンのミッチー音頭                                              | EP                     | DDI-5018               |
| 1989年11月25日         | B                      | エンケンのミッチー音頭・スタミナカラオケ                            | EP                     | DDI-5018               |
| 1991年6月9日           | 1                      | 史上最長寿のロックンローラー                                        | CD                     | NC-2028                |
| ミディ                 |                        |                                                                     |                        |                        |
| 2000年12月13日         | 1                      | エンヤートット〜We are 21st century boys & girls!〜                 | CD                     | MDCS-1047              |
| 2000年12月13日         | 2                      | エンヤートット〜We are 21st century boys & girls!〜・リズムカラオケ | CD                     | MDCS-1047              |
| ALTAMIRA MUSIC,INC     |                        |                                                                     |                        |                        |
| 2005年9月27日          | 1                      | 純音楽魂の唄                                                        | EP                     | AM001R                 |
| 2005年9月27日          | 2                      | 踊ろよベイビー▲                                                     | EP                     | AM001R                 |
| ミディ                 |                        |                                                                     |                        |                        |
| 2007年6月6日           | 1                      | 惚れた! 惚れた!◎                                                    | CD                     | MDCS-1066              |
| 2007年6月6日           | 2                      | いつもあなたを想ってる                                              | CD                     | MDCS-1066              |
| 2007年6月6日           | 3                      | 君は目をとじて                                                      | CD                     | MDCS-1066              |

### アルバム

#### オリジナル・アルバム
| 発売日               | アルバム | レーベル            | 規格           | 規格品番   | 備考                                                        |
| URC                  | URC | URC                 | URC            | URC        | URC                                                         |
| -------------------- | --- | ------------------- | -------------- | ---------- | ----------------------------------------------------------- |
| 1970年4月8日         | niyago A面： 1. 夜汽車のブルース 2. ほんとだよ▲ 3. ただそれだけ 4. 君がほしい B面： 1. 雨あがりのビル街《僕は待ちすぎてとても疲れてしまった》 2. 君のことすきだよ 3. 猫が眠っている、NIYAGO | URCレコード         | LP             | URC-1014   |                                                             |
| 1977年8月            | niyago A面： 1. 夜汽車のブルース 2. ほんとだよ▲ 3. ただそれだけ 4. 君がほしい B面： 1. 雨あがりのビル街《僕は待ちすぎてとても疲れてしまった》 2. 君のことすきだよ 3. 猫が眠っている、NIYAGO | 東宝レコード        | LP             | UX-8025    |                                                             |
| 1987年10月21日       | niyago A面： 1. 夜汽車のブルース 2. ほんとだよ▲ 3. ただそれだけ 4. 君がほしい B面： 1. 雨あがりのビル街《僕は待ちすぎてとても疲れてしまった》 2. 君のことすきだよ 3. 猫が眠っている、NIYAGO | SMS                 | LP             | SM20-4134  |                                                             |
| 1987年10月21日       | niyago A面： 1. 夜汽車のブルース 2. ほんとだよ▲ 3. ただそれだけ 4. 君がほしい B面： 1. 雨あがりのビル街《僕は待ちすぎてとても疲れてしまった》 2. 君のことすきだよ 3. 猫が眠っている、NIYAGO | SMS                 | CD             | MD30-4134  |                                                             |
| 1989年7月25日        | niyago A面： 1. 夜汽車のブルース 2. ほんとだよ▲ 3. ただそれだけ 4. 君がほしい B面： 1. 雨あがりのビル街《僕は待ちすぎてとても疲れてしまった》 2. 君のことすきだよ 3. 猫が眠っている、NIYAGO | キティレコード      | CD             | H20K25002  |                                                             |
| 1995年 6月16日       | niyago A面： 1. 夜汽車のブルース 2. ほんとだよ▲ 3. ただそれだけ 4. 君がほしい B面： 1. 雨あがりのビル街《僕は待ちすぎてとても疲れてしまった》 2. 君のことすきだよ 3. 猫が眠っている、NIYAGO | 東芝EMI             | CD             | TOCT-8948  |                                                             |
| 1998年9月30日        | niyago A面： 1. 夜汽車のブルース 2. ほんとだよ▲ 3. ただそれだけ 4. 君がほしい B面： 1. 雨あがりのビル街《僕は待ちすぎてとても疲れてしまった》 2. 君のことすきだよ 3. 猫が眠っている、NIYAGO | 東芝EMI             | CD（紙ジャケ） | TOCT-10465 |                                                             |
| 2002年9月11日        | niyago A面： 1. 夜汽車のブルース 2. ほんとだよ▲ 3. ただそれだけ 4. 君がほしい B面： 1. 雨あがりのビル街《僕は待ちすぎてとても疲れてしまった》 2. 君のことすきだよ 3. 猫が眠っている、NIYAGO | avex io             | CD             | IOCD-4014  |                                                             |
| 2017年11月15日       | niyago A面： 1. 夜汽車のブルース 2. ほんとだよ▲ 3. ただそれだけ 4. 君がほしい B面： 1. 雨あがりのビル街《僕は待ちすぎてとても疲れてしまった》 2. 君のことすきだよ 3. 猫が眠っている、NIYAGO | ポニーキャニオン    | LP             | PCJA-00071 | 名匠 小鐡徹によるカッティング                               |
| ポリドール・レコード | |                     |                |            |                                                             |
| 1971年11月10日       | 満足できるかな A面： 1. 満足できるかな 2. カレーライス 3. おやすみ 4. 待ちすぎた僕はとても疲れてしまった 5. 外は暑いのに 6. 今日はとってもいい日みたい B面： 1. 寝図美よこれが太平洋だ 2. ミルク・ティー 3. 早く帰ろう 4. 雪見酒 5. 君はまだ帰ってこない                                                                                | ポリドール          | LP             | MR-5008    |                                                             |
| 1989年2月25日        | 満足できるかな A面： 1. 満足できるかな 2. カレーライス 3. おやすみ 4. 待ちすぎた僕はとても疲れてしまった 5. 外は暑いのに 6. 今日はとってもいい日みたい B面： 1. 寝図美よこれが太平洋だ 2. ミルク・ティー 3. 早く帰ろう 4. 雪見酒 5. 君はまだ帰ってこない                                                                                | ポリドール          | CD             | H25P 20308 |                                                             |
| 1994年6月1日         | 満足できるかな A面： 1. 満足できるかな 2. カレーライス 3. おやすみ 4. 待ちすぎた僕はとても疲れてしまった 5. 外は暑いのに 6. 今日はとってもいい日みたい B面： 1. 寝図美よこれが太平洋だ 2. ミルク・ティー 3. 早く帰ろう 4. 雪見酒 5. 君はまだ帰ってこない                                                                                | ポリドール          | CD             | POCH-1361  |                                                             |
| 2000年 5月31日       | 満足できるかな A面： 1. 満足できるかな 2. カレーライス 3. おやすみ 4. 待ちすぎた僕はとても疲れてしまった 5. 外は暑いのに 6. 今日はとってもいい日みたい B面： 1. 寝図美よこれが太平洋だ 2. ミルク・ティー 3. 早く帰ろう 4. 雪見酒 5. 君はまだ帰ってこない                                                                                | ポリドール          | CD（紙ジャケ） | POCH-9023  |                                                             |
| 2016年 8月10日       | 満足できるかな A面： 1. 満足できるかな 2. カレーライス 3. おやすみ 4. 待ちすぎた僕はとても疲れてしまった 5. 外は暑いのに 6. 今日はとってもいい日みたい B面： 1. 寝図美よこれが太平洋だ 2. ミルク・ティー 3. 早く帰ろう 4. 雪見酒 5. 君はまだ帰ってこない                                                                                | diskunion 富士      | CD             | FJ126-127  | 発売45周年を記念して、ボーナストラックを多数収録した2枚組CD |
| 2019年10月23日       | 満足できるかな A面： 1. 満足できるかな 2. カレーライス 3. おやすみ 4. 待ちすぎた僕はとても疲れてしまった 5. 外は暑いのに 6. 今日はとってもいい日みたい B面： 1. 寝図美よこれが太平洋だ 2. ミルク・ティー 3. 早く帰ろう 4. 雪見酒 5. 君はまだ帰ってこない                                                                                | ポリドール          | CD             |            |                                                             |
| 1972年12月10日       | 嘆きのウクレレ A面： 1. ねえちょいとそこ行くお嬢さん 2. 猫と僕と君 3. Hello Goodby 4. プンプンプン 5. 嘆きのウクレレ B面： 1. 歯のないうさぎの口 2. いつの間にか雨が 3. 歓喜の歌 ボーナストラック： 1. 歯のないうさぎの口（未発表バージョン）- 前作『満足できるかな』のマスターテープに残されていた                                     | ポリドール          | LP             | MR-5020    |                                                             |
| 1989年2月25日        | 嘆きのウクレレ A面： 1. ねえちょいとそこ行くお嬢さん 2. 猫と僕と君 3. Hello Goodby 4. プンプンプン 5. 嘆きのウクレレ B面： 1. 歯のないうさぎの口 2. いつの間にか雨が 3. 歓喜の歌 ボーナストラック： 1. 歯のないうさぎの口（未発表バージョン）- 前作『満足できるかな』のマスターテープに残されていた                                     | ポリドール          | CD             | H25P 20309 |                                                             |
| 1994年6月1日         | 嘆きのウクレレ A面： 1. ねえちょいとそこ行くお嬢さん 2. 猫と僕と君 3. Hello Goodby 4. プンプンプン 5. 嘆きのウクレレ B面： 1. 歯のないうさぎの口 2. いつの間にか雨が 3. 歓喜の歌 ボーナストラック： 1. 歯のないうさぎの口（未発表バージョン）- 前作『満足できるかな』のマスターテープに残されていた                                     | ポリドール          | CD             | POCH-1362  |                                                             |
| 2000年5月31日        | 嘆きのウクレレ A面： 1. ねえちょいとそこ行くお嬢さん 2. 猫と僕と君 3. Hello Goodby 4. プンプンプン 5. 嘆きのウクレレ B面： 1. 歯のないうさぎの口 2. いつの間にか雨が 3. 歓喜の歌 ボーナストラック： 1. 歯のないうさぎの口（未発表バージョン）- 前作『満足できるかな』のマスターテープに残されていた                                     | ポリドール          | CD             | POCH-9024  |                                                             |
| 2017年7月5日         | 嘆きのウクレレ A面： 1. ねえちょいとそこ行くお嬢さん 2. 猫と僕と君 3. Hello Goodby 4. プンプンプン 5. 嘆きのウクレレ B面： 1. 歯のないうさぎの口 2. いつの間にか雨が 3. 歓喜の歌 ボーナストラック： 1. 歯のないうさぎの口（未発表バージョン）- 前作『満足できるかな』のマスターテープに残されていた                                     | diskunion 富士      | CD             | FJ134      | ボーナストラック付き                                        |
| 1974年7月21日        | KENJI A面： 1. 踊ろよベイビー 2. 淋しい夜にはギターをひこう 3. 星空のワルツ 4. 嘆きのハーモニカ 5. 気をつけろよベイビー 6. おはよう、こんにちわ、こんばんわ、おやすみ B面： 1. けんちゃんの宇宙旅行 2. ふりそそぐ星 3. 君のいない日 4. 虹色の愛 5. またいつか会いましょう                                                               | ポリドール          | LP             | MR-5047    |                                                             |
| 1989年6月25日        | KENJI A面： 1. 踊ろよベイビー 2. 淋しい夜にはギターをひこう 3. 星空のワルツ 4. 嘆きのハーモニカ 5. 気をつけろよベイビー 6. おはよう、こんにちわ、こんばんわ、おやすみ B面： 1. けんちゃんの宇宙旅行 2. ふりそそぐ星 3. 君のいない日 4. 虹色の愛 5. またいつか会いましょう                                                               | ポリドール          | CD             | H25P 20335 |                                                             |
| 1994年6月1日         | KENJI A面： 1. 踊ろよベイビー 2. 淋しい夜にはギターをひこう 3. 星空のワルツ 4. 嘆きのハーモニカ 5. 気をつけろよベイビー 6. おはよう、こんにちわ、こんばんわ、おやすみ B面： 1. けんちゃんの宇宙旅行 2. ふりそそぐ星 3. 君のいない日 4. 虹色の愛 5. またいつか会いましょう                                                               | ポリドール          | CD             | POCH-1363  |                                                             |
| 2000年5月31日        | KENJI A面： 1. 踊ろよベイビー 2. 淋しい夜にはギターをひこう 3. 星空のワルツ 4. 嘆きのハーモニカ 5. 気をつけろよベイビー 6. おはよう、こんにちわ、こんばんわ、おやすみ B面： 1. けんちゃんの宇宙旅行 2. ふりそそぐ星 3. 君のいない日 4. 虹色の愛 5. またいつか会いましょう                                                               | ポリドール          | CD（紙ジャケ） | OCH-9025   |                                                             |
| CBS・ソニー          | |                     |                |            |                                                             |
| 1975年10月21日       | HARD FOLK KENJI A面： 1. グッド・モーニング・MR.サンシャイン 2. オー・イエー 3. アルファルファ 4. 遠い汽笛 5. ラブ・フォーエヴァー B面： 1. ムーン・ライト（月色の夜） 2. ラブ・コール 3. ゴー・ゴー・ケンジ 4. ハード・フォーク・ブギ・ウギ                                                                                            | CBS・ソニー         | LP             | SOLL-188   |                                                             |
| 1990年 9月15日       | HARD FOLK KENJI A面： 1. グッド・モーニング・MR.サンシャイン 2. オー・イエー 3. アルファルファ 4. 遠い汽笛 5. ラブ・フォーエヴァー B面： 1. ムーン・ライト（月色の夜） 2. ラブ・コール 3. ゴー・ゴー・ケンジ 4. ハード・フォーク・ブギ・ウギ                                                                                            | CBS・ソニー         | CD             | CSCL-1250  |                                                             |
| キングレコード       | |                     |                |            |                                                             |
| 1979年1月21日        | 東京ワッショイ A面（東京サイド）： 1. 東京退屈男 2. 東京ワッショイ 3. 天国への音楽 4. 哀愁の東京タワー▲ 5. 続東京ワッショイ▲ 6. 不滅の男 B面（宇宙サイド）： 1. ほんとだよ▲ 2. 輪廻 3. UFO 4. とどかぬ想い ボーナストラック（ライブ音源）： 1. ミスター・タンブリンマン（1968.05.18） 2. 終わりの来る前に（ダイジェスト）（1968.12.20） | ベルウッド          | LP             | SKS-1021   |                                                             |
| 1989年 3月21日       | 東京ワッショイ A面（東京サイド）： 1. 東京退屈男 2. 東京ワッショイ 3. 天国への音楽 4. 哀愁の東京タワー▲ 5. 続東京ワッショイ▲ 6. 不滅の男 B面（宇宙サイド）： 1. ほんとだよ▲ 2. 輪廻 3. UFO 4. とどかぬ想い ボーナストラック（ライブ音源）： 1. ミスター・タンブリンマン（1968.05.18） 2. 終わりの来る前に（ダイジェスト）（1968.12.20） | キングレコード      | CD             | K25X 379   | ボーナストラック付き                                        |
| 1992年11月21日       | 東京ワッショイ A面（東京サイド）： 1. 東京退屈男 2. 東京ワッショイ 3. 天国への音楽 4. 哀愁の東京タワー▲ 5. 続東京ワッショイ▲ 6. 不滅の男 B面（宇宙サイド）： 1. ほんとだよ▲ 2. 輪廻 3. UFO 4. とどかぬ想い ボーナストラック（ライブ音源）： 1. ミスター・タンブリンマン（1968.05.18） 2. 終わりの来る前に（ダイジェスト）（1968.12.20） | キングレコード      | CD             | KICS-2145  | ボーナストラック付き                                        |
| 1995年11月22日       | 東京ワッショイ A面（東京サイド）： 1. 東京退屈男 2. 東京ワッショイ 3. 天国への音楽 4. 哀愁の東京タワー▲ 5. 続東京ワッショイ▲ 6. 不滅の男 B面（宇宙サイド）： 1. ほんとだよ▲ 2. 輪廻 3. UFO 4. とどかぬ想い ボーナストラック（ライブ音源）： 1. ミスター・タンブリンマン（1968.05.18） 2. 終わりの来る前に（ダイジェスト）（1968.12.20） | キングレコード      | CD             | KICS-8074  | ボーナストラック付き                                        |
| 2001年6月23日        | 東京ワッショイ A面（東京サイド）： 1. 東京退屈男 2. 東京ワッショイ 3. 天国への音楽 4. 哀愁の東京タワー▲ 5. 続東京ワッショイ▲ 6. 不滅の男 B面（宇宙サイド）： 1. ほんとだよ▲ 2. 輪廻 3. UFO 4. とどかぬ想い ボーナストラック（ライブ音源）： 1. ミスター・タンブリンマン（1968.05.18） 2. 終わりの来る前に（ダイジェスト）（1968.12.20） | Urtra Vybe          | LP             | BZJS-5009  |                                                             |
| 2012年10月3日        | 東京ワッショイ A面（東京サイド）： 1. 東京退屈男 2. 東京ワッショイ 3. 天国への音楽 4. 哀愁の東京タワー▲ 5. 続東京ワッショイ▲ 6. 不滅の男 B面（宇宙サイド）： 1. ほんとだよ▲ 2. 輪廻 3. UFO 4. とどかぬ想い ボーナストラック（ライブ音源）： 1. ミスター・タンブリンマン（1968.05.18） 2. 終わりの来る前に（ダイジェスト）（1968.12.20） | ベルウッド          | CD             | KICS-2592  | ボーナストラック付き                                        |
| 1980年5月21日        | 宇宙防衛軍 A面： 1. 宇宙防衛軍 2. 通好みロック 3. ザ・ガードマン 4. 東京演歌 5. 白銀の翼 6. 春のめざめ B面： 1. 喜びの歌▲ 2. 哀愁の東京タワー 3. 夜汽車のブルース▲ 4. 宇宙防衛軍のマーチ 5. 宇宙防衛軍放送局 ボーナストラック（ライブ音源）： 1. 踊ろよベイビー（1974.05.04） 2. 外は雨だよ（1968？）                                   | キングレコード      | LP             | SKS-1049   |                                                             |
| 1989年3月5日         | 宇宙防衛軍 A面： 1. 宇宙防衛軍 2. 通好みロック 3. ザ・ガードマン 4. 東京演歌 5. 白銀の翼 6. 春のめざめ B面： 1. 喜びの歌▲ 2. 哀愁の東京タワー 3. 夜汽車のブルース▲ 4. 宇宙防衛軍のマーチ 5. 宇宙防衛軍放送局 ボーナストラック（ライブ音源）： 1. 踊ろよベイビー（1974.05.04） 2. 外は雨だよ（1968？）                                   | キングレコード      | CD             | K25X 373   | ボーナストラック付き                                        |
| 1992年11月21日       | 宇宙防衛軍 A面： 1. 宇宙防衛軍 2. 通好みロック 3. ザ・ガードマン 4. 東京演歌 5. 白銀の翼 6. 春のめざめ B面： 1. 喜びの歌▲ 2. 哀愁の東京タワー 3. 夜汽車のブルース▲ 4. 宇宙防衛軍のマーチ 5. 宇宙防衛軍放送局 ボーナストラック（ライブ音源）： 1. 踊ろよベイビー（1974.05.04） 2. 外は雨だよ（1968？）                                   | キングレコード      | CD             | KICS-2146  | ボーナストラック付き                                        |
| 1995年11月22日       | 宇宙防衛軍 A面： 1. 宇宙防衛軍 2. 通好みロック 3. ザ・ガードマン 4. 東京演歌 5. 白銀の翼 6. 春のめざめ B面： 1. 喜びの歌▲ 2. 哀愁の東京タワー 3. 夜汽車のブルース▲ 4. 宇宙防衛軍のマーチ 5. 宇宙防衛軍放送局 ボーナストラック（ライブ音源）： 1. 踊ろよベイビー（1974.05.04） 2. 外は雨だよ（1968？）                                   | キングレコード      | CD             | KICS-8075  | ボーナストラック付き                                        |
| 日本コロムビア       | |                     |                |            |                                                             |
| 1983年9月21日        | オムライス A面： 1. オムライス 2. ポドケインの白い花 3. 寒い朝 B面： 1. ロミオとジュリエット 2. 木洩れ日の午後 3. ポドケインの白い花 | コロムビア ShanShan | LP             | YW-7417    |                                                             |
| 1994年10月10日       | オムライス A面： 1. オムライス 2. ポドケインの白い花 3. 寒い朝 B面： 1. ロミオとジュリエット 2. 木洩れ日の午後 3. ポドケインの白い花 | VIVID               | CD             | CHOP-D-034 |                                                             |
| ミディ               | |                     |                |            |                                                             |
| 1996年12月21日       | 夢よ叫べ 1. 俺は勝つ◎ 2. 裸の大宇宙 3. おでこにキッス◎ 4. 君の夢はどんな夢 5. 荒野の狼 6. 風車 7. ボイジャー君 8. 頑張れ日本（日本サッカーの応援歌）-ブラスバンド編-◎ 9. 嘘の数だけ命を燃やせ◎ 10. 夢よ叫べ | MIDI inc. RHYME     | CD             | MDCL-1312  |                                                             |
| 1998年6月            | もしも君がそばにいたら何んにもいらない 1. ラーメンライスで乾杯◎ 2. 地下鉄の駅へと急ぐ夏 3. もしも君がそばにいたら何んにもいらな 4. Who do you love!◎ 5. 暗闇の帝王（ふくろうと黒猫） 6. ごめんねさっちゃん 7. 君を抱きしめたら炊きたての御飯の匂いがした 8. 頑張れ日本（日本サッカーの応援歌）-エレキバンド編- 9. お帰りアンドレ        | MIDI inc. RHYME     | CD             | MDCL-1331  |                                                             |
| 1999年6月23日        | エンケンの四畳半ロック -セルフカバー盤- 1. ねえ踊ろうよ 2. 満足できるかな▲ 3. カレーライス▲ 4. 夜汽車のブルース▲ 5. スクリュー 6. 雨あがりのビル街▲ 7. ハローグッバイ▲ 8. 外は雨だよ 9. 踊ろよベイビー▲ 10. 通好みロック▲ 11. 東京ワッショイ▲ 12. 不滅の男▲                                                                             | MIDI inc. RHYME     | CD             | MDCL-1349  |                                                             |
| 2002年6月26日        | 幾つになっても甘かあネェ! 1. 純音楽の道◎ 2. 男のブルース 3. いいな君が僕のお嫁さんになってくれたら 4. 幾つになっても甘かあネェ! 5. 頑張れ日本（日本サッカーの応援歌）-ウェスタン編- 6. ネコラ 7. ごめんね 8. 海の底からのぞいた月は 9. 史上最長寿のロックンローラー◎                                                                    | MIDI inc. RHYME     | CD             | MDCL-1427  |                                                             |
| ALTAMIRA MUSIC,INC   | |                     |                |            |                                                             |
| 2005年10月15日       | 不滅の男 エンケン対日本武道館 オリジナルサウンドトラック盤 1. 俺は勝つ▲ 2. 不滅の男▲ 3. 満足できるかな▲ 4. カレーライス▲ 5. 踊ろよベイビー▲ 6. 雨あがりのビル街▲ 7. 夜汽車のブルース▲ 8. 歓喜の歌▲ 9. 男のブルース 10. 東京ワッショイ（ショートバージョン）▲ 11. 夢よ叫べ▲ 12. ひとりぼっち/純音楽魂の唄                                | ALTAMIRA MUSIC,INC  | CD             | AM004      |                                                             |
| ミディ               | |                     |                |            |                                                             |
| 2006年3月15日        | にゃあ! 1. 宇宙を叩け 2. やっぱりあなたの歌じゃなきゃ◎ 3. やっと君が僕のことを 4. 風が吹いて来たね 5. 死んじゃったお母さんの夢 6. どうにかなっちまう 7. ビートルズをぶっとばせ! 8. 風の噂 9. 黄色い猿 10. ド・素人はスッコンデロォ!◎ 11. ひとりぽっちの朝                                                                               | MIDI inc. RHYME     | CD             | MDCL-1472  |                                                             |
| 2009年9月9日         | 君にふにゃふにゃ 1. 君にふにゃふにゃ（生ギター編）◎ 2. 口笛吹いて◎ 3. 僕は涙がこぼれて落ちた 4. 金平糖 5. 僕の音楽は本当に良いの 6. おぉい！みんな！ 7. 君は僕の人魚姫 8. とても言えないこんな夢 9. 君にふにゃふにゃ（エレキ編） 10. フォロパジャクエンNo.1◎                                                                            | MIDI inc. RHYME     | CD             | MDCL-1498  |                                                             |
| 2012年1月11日        | ちゃんとやれ！えんけん！ 1. エンケンがやってくる！ 2. 俺が死んだ時 3. ブルースに哭く 4. ア！ウ！ 5. 心の奥まで抱きしめて◎ 6. もうちょっとだけ頑張ってみようかな‐2011年3月14日月曜晴れ‐ 7. 為に、音よ言葉よ俺の心に突き刺され 8. ちゃんとやれ！えんけん！ 9. 夢よ叫べ‐2012‐▲ 10. 美しい女◎                                               | MIDI inc. RHYME     | CD             | MDCL-1523  |                                                             |

#### ライブアルバム
| 発売日         | アルバム | レーベル                    | 規格 | 規格品番     | 備考 |
| -------------- | --- | --------------------------- | ---- | ------------ | ---- |
| 1973年7月21日  | 歓喜の歌 遠藤賢司リサイタル A面： 1. 待ちすぎた僕はとても疲れてしまった 2. ほんとだよ▲ 3. いつの間にか雨が 4. ミルク・ティー▲ 5. 寝図美よこれが太平洋だ▲ B面： 1. Hello Goodby▲ 2. 今日はいい日みたい▲ 3. カレーライス▲ 4. 歓喜の歌▲ 5. おやすみ | ポリドール                  | LP   | MR-5034      |      |
| 1995年9月1日   | 歓喜の歌 遠藤賢司リサイタル A面： 1. 待ちすぎた僕はとても疲れてしまった 2. ほんとだよ▲ 3. いつの間にか雨が 4. ミルク・ティー▲ 5. 寝図美よこれが太平洋だ▲ B面： 1. Hello Goodby▲ 2. 今日はいい日みたい▲ 3. カレーライス▲ 4. 歓喜の歌▲ 5. おやすみ | ポリドール                  | CD   | POCH-1517    |      |
| 1989年11月25日 | 遠藤賢司 黎明期LIVE!（録音時期は1968年 - 1971年） 1. 汽車のブルース▲ 2. カレーライス▲ 3. 雨あがりのビル街▲ 4. 待ちすぎた僕はとても疲れてしまった 5. 本当だよ▲ 6. 猫が眠ってる 7. 今日はいい日みたい▲ 8. 外は雨だよ 9. 僕の歌を聞いてくれるあなたに 10. 終わりの来る前に | URCレコード / kittyレコード | CD   | H20K-25045   |      |
| 1991年1月1日   | 不滅の男 遠藤賢司バンド大実況録音盤 ［Disc 1 赤盤］： 1. 不滅の男▲ 2. 満足できるかな▲ 3. 踊ろよベイビー▲ 4. 猫が眠っている 5. スクリュー 6. 外は雨だよ ［Disc 2 黒盤］： 1. 輪島の瞳 2. もうすぐ雪がふる 3. ねえ踊ろうよ 4. プンプンプン▲ 5. 不滅の男▲ | SOLID                       | CD   | SCCD-5008～9 |      |
| 2012年8月8日   | HYPER ENKEN! HYPER LIVE! ［Disc 1］： 1. 夜汽車のブルース▲ 2. 満足できるかな▲ 3. ほんとだよ▲ 4. 猫が眠ってる 5. 東京ワッショイ▲ 6. ちゃんとやれ！えんけん！ 7. 裸の大宇宙▲ 8. 不滅の男▲ 9. エンケンがやってくる！ 10. 俺が死んだ時 11. 心の奥まで抱きしめて◎ 12. もうちょっとだけ頑張ってみようかな‐2011年3月14日月曜晴れ‐ ［Disc 2］： 1. 歓喜の歌▲ 2. カレーライス▲ 3. 外は暑いのに 4. 僕は涙がこぼれて落ちた 5. ねえ踊ろうよ 6. 君にふにゃふにゃ◎ 7. ビートルズをぶっとばせ！ 8. ド・素人はスッコンデロォ！◎ 9. 踊ろよベイビー▲ 10. 東京ワッショイ▲ 11. 美しい女◎ 12. 夢よ叫べ▲ 13. フォロパジャクエンNo.1◎ | diskunion 富士              | CD   | FJ042/043    |      |

##### オムニバス
- 春一番コンサート・ライブ!

#### ベストアルバム
| 発売日        | アルバム | レーベル        | 規格 | 規格品番     | 備考 |
| ------------- | --- | --------------- | ---- | ------------ | ---- |
| 1975年2月21日 | Silver Star BEST OF KENJI ENDO A面： 1. ほんとだよ▲ 2. 夜汽車のブルース 3. 雨あがりのビル街 4. カレーライス 5. 待ちすぎた僕はとても疲れてしまった 6. 満足できるかな B面： 1. 猫と僕と君 2. Hello Goodby 3. 歓喜の歌 4. 気をつけろよベイビー 5. 星空のワルツ 6. 踊ろよベイビー | ポリドール      | LP   | MR-5054      |      |
| 1995年9月1日  | Silver Star BEST OF KENJI ENDO A面： 1. ほんとだよ▲ 2. 夜汽車のブルース 3. 雨あがりのビル街 4. カレーライス 5. 待ちすぎた僕はとても疲れてしまった 6. 満足できるかな B面： 1. 猫と僕と君 2. Hello Goodby 3. 歓喜の歌 4. 気をつけろよベイビー 5. 星空のワルツ 6. 踊ろよベイビー | ポリドール      | CD   | POCH-1518    |      |
| 2004年4月21日 | 純音楽一代 -遠藤賢司厳選名曲集- ［Disc 1 カレーライスの巻］ 1. ほんとだよ -Single ver.-★ 2. 夜汽車のブルース 3. 雨あがりのビル街 4. 満足できるかな 5. カレーライス 6. 今日はいい日みたい 7. 寝図美よこれが太平洋だ 8. ミルク・ティー 9. Hello Goodby 10. プンプンプン 11. またいつか会いましょう 12. 遠い汽笛 13. ラブ・コール 14. 星空のワルツ 15. 踊ろよベイビー 16. 歓喜の歌 ［Disc 2 東京ワッショイの巻］ 1. 東京ワッショイ 2. 不滅の男 3. 哀愁の東京タワー 4. 続東京ワッショイ -Single ver.-★ 5. 通好みロック 6. 宇宙防衛軍 7. 寒い朝 8. オムライス 9. 春のめざめ 10. エンケンのミッチー音頭★ 11. 地下鉄の駅へと急ぐ夏 12. ラーメンライスで乾杯◎ 13. 俺は勝つ◎ 14. 裸の大宇宙 15. おでこにキッス◎ 16. 幾つになっても甘かあネェ! 17. 純音楽の道◎ 18. 夢よ叫べ 19. 風車 ※ ★印のついている曲は公式アルバム初収録・またはアルバムとは別バージョンを収録。 | MIDI inc. RHYME | CD   | MDCL-1458-59 |      |
| 2013年5月29日 | エンケンロックベスト盤 1996～2012 1. 君にふにゃふにゃ ～フォーク・ロック編～ 2. 口笛吹いて 3. ラーメンライスで乾杯 4. Who do you love! 5. 俺は勝つ 6. 頑張れ日本 ～ブラスバンド編～（日本サッカーの応援歌) 7. フォロパジャクエンNo.1 8. 嘘の数だけ命を燃やせ 9. やっぱりあなたの歌じゃなきゃ 10. 心の奥まで抱きしめて 11. 惚れた！惚れた！ 12. 美しい女 13. 純音楽の道 14. 史上最長寿のロックンローラー 15. おでこにキッス（新録）▲ 16. ド・素人はスッコンデロォ！（新録） | MIDI inc. RHYME | CD   | MDCL1536     |      |

## 出演

### 映画
- 『ヘリウッド』（監督：長嶺高文、1982年）- 主演・松玉斎ダンス役
- 『夢みるように眠りたい』（監督：林海象、1986年）- 駄菓子屋の主人役
- 『20世紀少年 最終章 ぼくらの旗』（監督：堤幸彦、2009年）- 猟師役
- 『中学生円山』（監督：宮藤官九郎、2013年）- 井上のおじい役
- 『ひそひそ星』　（監督：園子温、2016）

### 配信
- 「PARK」フジテレビオンデマンド初となるオリジナル音楽番組。

## 映画『不滅の男 エンケン対日本武道館』
概要
『不滅の男 エンケン対日本武道館』は、2005年10月15日に公開された日本映画。遠藤賢司が2005年1月24日に日本武道館で行った「単独・無観客ライブ」の模様を完全収録したドキュメンタリー映画で、監督も遠藤自身が務めた。アルタミラピクチャーズ製作・配給。上映時間83分。
スタッフ
- 監督・主演・音楽：遠藤賢司
- 製作：桝井省志
- プロデューサー：土本貴生
- 撮影監督：長田勇市
- 録音：郡弘道
- 編集：村上雅樹・遠藤賢司
- タイトルデザイン：赤松陽構造

本編使用曲
不滅の男/満足できるかな/カレーライス/踊ろよベイビー/雨上がりのビル街/外は雨だよ/夜汽車のブルース/歓喜の歌/死んじゃったお母さんの夢/男のブルース/東京ワッショイ〜風の噂〜チンドン屋〜ド・素人はスッコンデロォ!/夢よ叫べ/ひとりぼっち/純音楽魂の唄

## 主な使用ギター
アコースティックギター
- マーティンD-35
  - 岡林信康から貸し出されて、その後プレゼントされたが、1年後に岡林に現金入の封筒を渡して完全に自分のものとした。貸し出しから40年経ち、あるギター雑誌でこのギターを見た岡林は、よく弾き込まれている姿を久しぶりに見て「こんなに弾いてもらって幸せなギターだ！このギターは遠藤君の所に行って正解だったのだ」と思った[5]。
- マーティンD-18
- ヤマハ・FG-180

エレクトリックギター
- グレッチロックジェット
- グレッチホワイトファルコン

## 趣味・影響
影響を受けた、または好きな歌手・音楽家
- 三橋美智也
- 小林旭
- 島倉千代子
- 五月みどり
- こまどり姉妹
- ザ・ピーナッツ
- ハナ肇とクレージーキャッツ
- 小坂一也
- エルヴィス・プレスリー
- 青山ミチ
- ザ・タイガース

- ボブ・ディラン
- ドノヴァン
- ジミ・ヘンドリックス
- ドアーズ
- ニール・ヤング
- タイニー・ティム
- 牧伸二
- ポール・コゾフ
- 木村好夫
- クラフトワーク
- ブルー・チアー
- MC5
- レイジ・アゲインスト・ザ・マシーン

- ナルシソ・イエペス
- ザ・ベンチャーズ
- ビートルズ
- ベートーベン
- 殿さまキングス
- ラリー・コリエル
- ラヴィ・シャンカル
- バッファロー・スプリングフィールド
- ティム・バックリー
- ニッティ・グリッティ・ダート・バンド
- セックス・ピストルズ
- モビー・グレープ
- シド・バレット

愛読書
- 鴨長明『方丈記』（1212年）
- 夏目漱石『草枕』（1906年）
- 中里介山『大菩薩峠』（1913年）
- 寺田寅彦『茶碗の湯』（1922年）
- 西光万吉『水平社宣言』（1923年）
- 志賀直哉『リズム』（1937年）
- 伊福部昭『音楽入門』（1951年）
- 梅崎春生『ボロ家の春秋』（1954年）
- 川崎のぼる『いなかっぺ大将』（1968年）
- 土田よしこ『つる姫じゃ〜っ!』（1973年）
- どおくまん『嗚呼!!花の応援団』（1975年）
- 相良侑亮（編）『伊福部昭の宇宙』（1991年）（井上誠、上野耕路らが執筆）
- 宮崎学『近代の奈落』（1995年）

好きな映画
- 市川右太衛門主演『旗本退屈男』シリーズ（1930年 - ）
- 伊丹万作『赤西蠣太』（1936年）
- 山中貞雄『人情紙風船』（1937年）
- 沢島忠『一心太助』シリーズ（1958年 - ）
- 中川信夫『地獄』（1960年）
- 三隅研次『座頭市物語』（1962年）
- 植木等主演・無責任シリーズ（1962年）
- 森繁久彌主演・『社長漫遊記』シリーズ（1963年 - ）
- セルジオ・レオーネ『荒野の用心棒』（1964年）
- 加藤泰『沓掛時次郎 遊侠一匹』（1966年）
- ジャック・カーディフ『あの胸にもういちど』（1968年）
- 山田洋次『喜劇 一発大必勝』（1969年）
- 森﨑東『喜劇 女は男のふるさとヨ』（1971年）
- デヴィッド・リンチ『イレイザーヘッド』（1976年）
- ホー・メンファ『北京原人の逆襲』（1977年）
- クエンティン・タランティーノ『キル・ビル』（2003年）
- パク・チャヌク『オールド・ボーイ』（2003年）
- チャウ・シンチー『カンフーハッスル』（2004年）

好きな映画音楽
- 佐藤勝『用心棒』（1961年）、『赤ひげ』（1965年）他
- 早坂文雄『羅生門』（1950年）、『七人の侍』（1954年）他
- 武満徹『砂の女』（1964年）他
- 伊福部昭『ゴジラ』シリーズ（1954年 - ）、『地球防衛軍』（1957年）、『座頭市』シリーズ（1962年 - ）

好きな芸術家
- 岡本太郎

## エピソード
- 上京2年目（1966年）の秋に細野晴臣と知り合うが、細野と初めて会ったとき遠藤は、大根とドノヴァンのLPを抱え、下駄を履き、古賀ギターを担いでいたという。
- ファースト・シングル「ほんとだよ/猫が眠ってる」を当時、高校生だった武田花が購入して聞いていたところ、その「ほんとだよ、ほんとだよ、ほんとだよ」のフレーズが、当時、小説『富士』（戦争中の精神病院を描いた小説）を執筆中だった、父の武田泰淳の興味を引き、『富士』には「ほんとうだよ、ほんとうだよ、ほんとうだよ」と叫ぶ精神障害者が登場した[6]。
- 「寝図美よこれが太平洋だ」で登場する愛猫・寝図美はのちに飼っていたのを大家に見つかり飼えなくなった為、細野晴臣に預けることになり、細野と共に暮らした猫としても知られている。細野も猫好きである。
- アルバム『東京ワッショイ』のジャケットで遠藤が穿いているフランケンシュタイン（の怪物）やキングコングや（ヴェルヴェット・アンダーグラウンドのアルバムジャケットを模した）バナナの柄のジーンズは、1973年春の九州ツアー（なぎら健壱が同行）からステージで使用されているものであるが、これは現在でも穿き続けられている。
- 1974年4月30日、公演先の福島で暴漢に襲われ負傷し入院するが、傷の癒えぬまま退院し、直後の5月4日に大阪・天王寺で行われた「春一番コンサート」に出演。熱演のあまり、傷口が開いてしまい、再縫合することになった[7][8][9]。その傷の影響ではないようだが、同年夏に出演が予定されていた福島県郡山市での「ワンステップフェスティバル」は直前にキャンセルしている[10]。当時行動を共にしていた久保田麻琴も出演しなかったことから、共通の理由・事情があったものと推察される。
- 1979年放映の、松田優作主演のテレビドラマ『探偵物語』で、「東京ワッショイ」をバックに、竹田かほりと松田優作が踊るシーンがあった。
- 1998年、笑っていいとものテレフォンショッキングに生出演。アンプを背負い、エレキギターを弾きながら登場し、そのまま「不滅の男」をワンコーラス歌っている。そのスタイルのまま、翌1999年に初来日したブルー・チアーのオープニングアクトを務めた（徐々にバンドスタイルへ移行するステージングだった）[11][12][13]。
- 浦沢直樹の漫画『20世紀少年』の主人公「ケンヂ（遠藤健児）」の名前のモデルは遠藤賢司であるとされている。2006年には浦沢と遠藤の対談が実現し、同年3月発売の雑誌「AERA臨時増刊号 AERA in FOLK 〜あれはロックな春だった!」に掲載された。この『20世紀少年』という作品名と、遠藤の『エンヤートット〜We are 21st century boys & girls!〜』という楽曲タイトルはともに、マーク・ボランが率いたT・レックスの曲「20th Century Boy」に因んでいる。また、「カレーライス」、「宇宙防衛軍」なども、両者の作品中に登場するキーワードである。また、映画『20世紀少年 最終章 ぼくらの旗』では猟師役で出演している。
- 2004年12月、左目を負傷し、網膜剥離と診断され入院し手術を行った。数日後に予定されていたライブや、翌2005年1月に撮影予定だった映画『不滅の男 エンケン対日本武道館』はそれぞれ日程を延期することとなった。このとき遠藤が入院した病院には、目の治療のために2度目の来日をしていたイラク人のムハマド少年（橋田信介の項を参照）も入院しており、遠藤は少年のために病棟内で簡単な演奏会を開き、数曲の演奏をした。そして、自分のウクレレを彼に贈った。
- 2007年11月、自らのライブにゲストとして江頭2:50を招いた際、演奏と会場の雰囲気で興奮状態になった江頭がステージ袖にあった遠藤のものと見られるギターを叩き壊し始めたが、青ざめるスタッフを横目に遠藤本人は大笑いしながら演奏を続けた。江頭のことは「純芸人」として好感を抱いており、2008年の江頭の誕生日には自らドラムとギターを演奏したシーンを収めたビデオを江頭への熱いメッセージボードとともに誕生日プレゼントとして送っている。